# Morella parvifolia
Morella parvifolia är en porsväxtart som först beskrevs av George Bentham, och fick sitt nu gällande namn av Parra-os. Morella parvifolia ingår i släktet Morella och familjen porsväxter. Inga underarter finns listade i Catalogue of Life.